# Jop van der Linden
Jop van der Linden (Apeldoorn, 17 juli 1990) is een Nederlands voormalig profvoetballer die doorgaans als verdediger speelde. Hij was van 2009 tot en met 2019 actief voor achtereenvolgens Vitesse, AGOVV, Helmond Sport, Go Ahead Eagles, AZ, Willem II en Sydney FC.

## Carrière
Van der Linden is een exponent van de Vitesse/AGOVV Voetbal Academie en kwam in het seizoen 2009/10 bij de selectie van toenmalig Vitesse-coach Theo Bos. Omdat het uitzicht op speeltijd in de winterstop te klein geacht werd, werd Van der Linden verhuurd aan AGOVV Apeldoorn uit zijn woonplaats Apeldoorn. Hij kwam er onder coach John van den Brom tot veertien wedstrijden, waarin hij tweemaal trefzeker was. Met ingang van het seizoen 2010/11 maakte Van der Linden weer deel uit van de selectie van Vitesse, maar vlak voor het einde van de transferdeadline maakte hij de overstap naar Helmond Sport.
In 2012 stapte Van der Linden over naar Go Ahead Eagles. Hiermee promoveerde hij in 2013 naar de Eredivisie, waarin hij twee jaar uitkwam met de club. Van der Linden tekende in mei 2015 een contract tot medio 2019 bij AZ, dat hem daarmee per 1 juli transfervrij overnam. Hier kwam hij voor de tweede keer onder coach Van den Brom te spelen.
In het seizoen 2016/17 speelde Van der Linden alleen competitiewedstrijden mee bij Jong AZ. Met dit team wist hij dat seizoen de titel te pakken in de Tweede divisie. AZ verhuurde Van der Linden gedurende het seizoen 2017/18 aan Willem II.
Hij tekende in juli 2018 een contract bij Sydney FC. Met de club won hij in het seizoen 2018/19 de A-League. Van der Linden beëindigde in juni 2019 zijn profloopbaan vanwege slepende heupblessures.
In het seizoen 2019/2020 ging hij spelen bij eersteklasser AVV Columbia in Apeldoorn, de vereniging waar hij begon met voetballen. Van der Linden heeft besloten om na het huidige seizoen 2021/22 te stoppen met actief voetballen. Hij kan het niet meer combineren met zijn maatschappelijke carrière als jeugdtrainer waarin hij op termijn hoopt om voor een BVO te gaan werken.

## Clubstatistieken
| Seizoen         | Club              | Competitie      | Competitie | Competitie | Beker | Beker | Internationaal | Internationaal | Overig | Overig | Totaal | Totaal |
| Seizoen         | Club              | Competitie      | Wed.       | Dlp.       | Wed.  | Dlp.  | Wed.           | Dlp.           | Wed.   | Dlp.   | Wed.   | Dlp.   |
| --------------- | ----------------- | --------------- | ---------- | ---------- | ----- | ----- | -------------- | -------------- | ------ | ------ | ------ | ------ |
| 2009/10         | Vitesse           | Eredivisie      | 0          | 0          | 0     | 0     | –              | –              | –      | –      | 0      | 0      |
| 2009/10         | → AGOVV Apeldoorn | Eerste divisie  | 14         | 2          | 0     | 0     | –              | –              | 1      | 0      | 15     | 2      |
| 2010/11         | Helmond Sport     | Eerste divisie  | 20         | 0          | 0     | 0     | –              | –              | 1      | 0      | 21     | 0      |
| 2011/12         | Helmond Sport     | Eerste divisie  | 34         | 9          | 1     | 1     | –              | –              | 4      | 0      | 39     | 10     |
| 2012/13         | Go Ahead Eagles   | Eerste divisie  | 27         | 2          | 3     | 1     | –              | –              | 6      | 0      | 36     | 3      |
| 2013/14         | Go Ahead Eagles   | Eredivisie      | 31         | 4          | 2     | 1     | –              | –              | –      | –      | 33     | 5      |
| 2014/15         | Go Ahead Eagles   | Eredivisie      | 32         | 1          | 2     | 1     | –              | –              | 1      | 0      | 35     | 2      |
| 2015/16         | AZ                | Eredivisie      | 14         | 1          | 1     | 1     | 8              | 3              | –      | –      | 23     | 5      |
| 2016/17         | AZ                | Eredivisie      | 0          | 0          | 0     | 0     | 0              | 0              | 1      | 0      | 1      | 0      |
| 2017/18         | → Willem II       | Eredivisie      | 18         | 0          | 4     | 0     | 0              | 0              | –      | –      | 22     | 0      |
| 2018/19         | Sydney FC         | A-League        | 9          | 0          | 4     | 0     | –              | –              | –      | –      | 13     | 0      |
| Carrière totaal | Carrière totaal   | Carrière totaal | 199        | 19         | 17    | 5     | 8              | 3              | 14     | 0      | 238    | 27     |